# 十味 (タレント)
十味（とーみ、本名：非公表、1999年〈平成11年〉2月8日 - ）は、日本のモデル、グラビアアイドル、アイドル、タレント、ダンサーである。2020年12月からは女性アイドルグループ・#2i2（ニーニ）のメンバーとしても活動している（赤色担当）。長野県出身。
名前の由来は、地元長野県にある東御市にちなむ。キャッチフレーズはヤングジャンプ誌で名づけられた「平成最後の奇跡の原石」。ファンネームは「とー民」。

## 略歴
高校に入ってからニコニコ動画の踊ってみたに投稿したことをきっかけに、イベント出演依頼を受け各地へ赴いて人気を博す。インタビューにおいて、元々、小学1年生ごろからヒップホップダンス、高校生の時にはジャズダンスを習っていたと語っている。
無事大学に受かり親元を離れてからは、モデルとして活動をし、現事務所「ゼロイチファミリア」の目に留まりスカウトされ、2018年6月に所属。同年7月26日、集英社「週刊ヤングジャンプ」にて初デビュー。同年10月11日、同紙にわずか二ヶ月でヤングジャンプの表紙を飾る。また、同年11月17日、講談社主催の『ミスiD2019』では「CHEERZ」と「アー写.com」による総合得票1位の2部門制覇しつつもミスiDは準グランプリ受賞となった。
2018年11月発売、集英社「ヤングジャンプ増刊号ヤングジャンプGOLD」では同じゼロイチファミリア所属の6名（川崎あや、アンジェラ芽衣、十味、青山ひかる、黒木ひかり、月野もも）で「YJ DREAM GiRLS」を結成し掲載。更に同年11月29日、集英社「週刊ヤングジャンプ」にて同じ事務所の川崎あや、アンジェラ芽衣と3人で表紙および巻頭グラビア掲載。
2019年1月10日、「週刊ヤングジャンプ」創刊40周年を記念した『SS ELEVEN』に選抜される。
2020年12月、#2i2が結成され、メンバーとしてアイドルデビュー。
2021年10月、文化放送『前迫潤哉&十味 音の箱』がスタート。長年の夢であったラジオパーソナリティに挑戦している。
2023年4月29日、初主演映画『放課後アングラーライフ』公開。
2024年12月、体調不良により活動休止。 それに伴い、舞台『まちカドまぞく』吉田優子役は青山ひかるが代役を務める。
2025年1月18日、活動復帰。

## 人物
- 父親がスキーのインストラクターをしていた環境で育つ。4歳のころからスキーを始め、小4の時には競技スキーで全国大会4位という実力の持ち主[注 1]。また、スキーと平行してダンスとピアノを習い、特にダンスは小1のころから始めていた。父親に「ピアノが楽しいから中学では吹奏楽部に入る」と言って、競技スキーはやめてしまった[19][18]。
- 中学2年生時にハロー!プロジェクトのオーディションに応募したことがある[4]。
- 事務所に入ったきっかけは、所属しているレイヤーの桃月なしこ（愛知県出身）が好きで撮影会で一緒にいたくてちゃんとしたモデルとして認知して欲しかった時に、ポートレートが事務所の目に留まり背中を押され所属するに至った[20][18]。
- 所属するアイドルグループ・#2i2ではメインボーカルを担当しており、メンバーの中で一番の先輩であるため、グループのまとめ役を任されている[4]。
- グループメンバーの天羽希純からは、前述の愛称のほかに『とみごん』と呼ばれている。
- 好物は、小さい時からベッドに置いてあるぬいぐるみ[21]。
- 新型コロナウイルスの流行に伴う、自粛期間中にオンライン麻雀にハマり、Mリーグの選手の全員の誕生日を完璧に覚えるまでに至っている[22]。応援している選手は黒沢咲、日向藍子、内川幸太郎である[22]。
- 変わった芸名は前述のとおり母とのドライブ中、道路看板で見た東御市に由来し、地名との違いを出すため漢字を変更した。振り仮名は「とうみ」ではなく「とーみ」であり、アルファベット表記は「TOOMI」[23]。アクセントも頭高ではなく平板で読む。同級生には芸名を伝えていなかったため、ヤングジャンプ掲載時にはキャッチフレーズの「原石」を読み間違えて「『はらいし』って芸名なの？」と聞かれたという[24]。
- 自身の身長の低さを自覚しており、それだけに低身長のモデルとして手本になりたいとも述べている[25]。

## 出演・作品

### テレビ番組

#### バラエティー番組
- おっとっと女子旅（2019年7月、TVK）[26]

#### ドラマ
- ガールガンレディ（2021年4月 - 6月、MBS） - 中崎まさみ 役[27]
- 暴太郎戦隊ドンブラザーズ 12話（2022年5月22日、テレビ朝日） - かりん 役
- うちの会社の小さい先輩の話（2025年1月15日 - 、BS松竹東急） - 主演・片瀬詩織里 役[28]

### 映画
- 放課後アングラーライフ（2023年4月29日公開） - 主演・追川めざし 役（まるぴとダブル主演）[29][30]

### ウェブドラマ
- ヨドンナ THE FINAL（2024年3月3日、東映特撮ファンクラブ） - サルビア 役[31]
- 東京少女 サイコ女子篇（2024年7月5日、YouTube） - ユリカ 役[32]
- 【推しの子】（2024年12月、Amazon Prime Video） - アイドルグループイリブのらら役[33]

### インターネット配信
- CrosSing 12th SEASON「Crow Song」（2025年6月18日、YouTube）※テレビアニメ『Angel Beats!』挿入歌をカバー。また歌唱音源は配信シングルとしてもリリースされた[34]。

### ラジオ
- 前迫潤哉&十味 音の箱（2021年10月3日 - 2023年3月26日、文化放送）

### 雑誌
- 広告「豆腐アイドル」（2018年夏8月号、博報堂）- 連載、木村豆富店・零女OBORO 役[35][注 2]
- 週刊ヤングジャンプ（集英社）
  - 2018年10/25号（2018年10月11日） - 表紙＆巻頭グラビア
  - 2018年12813号（2018円11月29日） - 表紙＆巻頭＆センターグラビア
  - 2019年1/30号（2019年1月10日） - 表紙＆巻頭＆巻末グラビア
  - 2019年3/28号（2019年3月14日） - 表紙＆巻頭＆センターグラビア
  - 2019年7/11号（2019年6月27日） - 表紙＆巻頭グラビア
  - 2019年11/14号（2019年10月31日） - 表紙＆巻頭グラビア
  - 2020年2/20号（2020年2月6日） - 表紙＆巻頭＆センターグラビア
  - 2023年3/2号（2023年2月16日） - 表紙＆巻頭グラビア
  - 2024年2/22号（2024年2月8日） - 表紙＆巻頭グラビア
  - 2025年7/3号（2025年6月19日） - 表紙＆巻頭グラビア
- フォトテクニックデジタル2019年1月号（2018年12月20日） - 巻頭グラビア
- 週刊少年チャンピオン（秋田書店）
  - 2019年8/15号（2019年8月1日） - 表紙＆巻頭グラビア
  - 2020年1/9号（2019年12月12日） - 表紙＆巻頭グラビア
  - 2020年5/14号（2020年4月23日） - 表紙＆巻頭グラビア
  - 2020年7/9号（2020年6月25日） - 表紙＆巻頭グラビア
  - 2020年11/19号（2020年11月5日） - 表紙＆巻頭グラビア
  - 2021年2/25号（2021年2月10日） - 表紙＆巻頭グラビア
- FLASH（光文社）
  - 2020年12/8号（2020年11月24日） - 表紙
  - 2023年4月25日号（2023年4月11日） - 表紙
- 別冊ヤングチャンピオン（秋田書店）
  - 2021年5/15号（2021年4月6日） - 表紙
  - 2021年8/15号（2021年7月6日） - 表紙
- 漫画アクション（双葉社）
  - 2021年7/6号（2021年6月15日） - 表紙
  - 2024年10/15号（2924年10月1日） - 表紙、巻頭グラビア
  - 2022年7/5号（2022年6月21日） - 表紙、B5両面クリアファイル
- 週刊プレーボーイ（集英社）
  - 36・37合併号（2021年8月23日） - 表紙＆DVD
- ヤングアニマル（白泉社）
  - 2022年4/8号（2022年3月24日） - 表紙＆巻頭グラビア
- ヤングガンガン（スクウェア・エニックス）
  - 2023年5/19号（2023年5月2日） - 表紙＆巻頭グラビア
- サイゾー（季刊）
  - 2023年8月号（2023年6月19日） - 表紙
- ENTAME（徳間書店）
  - 2023年11月号（2023年9月29日） - 表紙＆巻頭グラビア、B2ポスター
- SPA!（扶桑社）
  - 2025年2/4号（2025年1月28日） - 表紙

### 写真集
- とーみにこ（2020年2月6日、集英社） ISBN 978-4-08-780893-3[注 3]

### デジタル写真集
- 週プレ PHOTO BOOK（集英社）
  - 熱視線（2021年8月27日）
- スピ/サン グラビアフォトブック（小学館）
  - Off Mode（2022年7月25日）
  - To Me（222年7月25日）
- 十味 キオクノカケラ【STRiKE！ DIGITAL PHOTOBOOK 052】（主婦の友社、2024年4月24日）
- デジタル限定 YJ PHOTO BOOK（集英社）
  - We’re waiting for you！！！（2025年6月19日）
- 週刊アクションデジタル写真集（双葉社）
  - もっと甘い物を（2025年1月21日）

### MV
- ナオト・インティライミ「Start To Rain」

### プロモーションビデオ
- 木村豆富店「杏仁キッスはゼロカロリー」 - 零女OBORO 役[注 4]

### WEB CM
- ゆうゆう機空団「事前登録受付中！」（2025年6月）